# Dysmachus atripes
Dysmachus atripes là một loài ruồi trong họ Asilidae. Dysmachus atripes được Loew miêu tả năm 1871. Loài này phân bố ở vùng Cổ Bắc giới.